# 2011年のスポーツ
< 2011年
- 年度別スポーツ記事一覧

2011年のスポーツでは、2011年（平成23年）のスポーツ関連の出来事についてまとめる。
2011年前後：2010年のスポーツ - 2011年のスポーツ - 2012年のスポーツ

## できごと
下記のスポーツはそれぞれの個別記事を参照すること。
2011年の野球（プロ野球、MLB）、2011年のサッカー、2011年の相撲、2011年のバレーボール、2011年のバスケットボール、2011年の日本競馬、2011年の自転車競技、2011年のNFL
ただし上記に含まれるスポーツのうち、世界的な影響があった事件、一般社会に対しても長期的かつ大きな影響を及ぼした事件や快挙、複数のスポーツに跨る事態等については本項に重複記載する。

### 1月
- 1日 - 【陸上・駅伝】 第55回全日本実業団対抗駅伝競走大会が群馬県で行われ、トヨタ自動車が4時間51分56秒で大会初制覇。前年優勝の日清食品グループは3位に終わる。
- 2日 - 【陸上・駅伝】 第87回東京箱根間往復大学駅伝競走で、東洋大学が5時間29分50秒の往路新記録で、第60回（1984年～）第62回（86年）大会の早稲田大学以来25年ぶりの往路3連覇、翌3日の復路では往路2位の早稲田大学が東洋大学を逆転し、総合10時間59分51秒の史上2度目（現コースになってからは初）の「11時間切り」の大会新記録で18年ぶり13回目、復路優勝も5時間29分34秒で18年ぶりに制し、2000年度の順天堂大学以来、10年ぶり3校目の「大学3冠」（出雲、全日本、箱根）を達成。
- 3日
  - 【アメリカンフットボール】 第64回ライスボウルは社会人王者のオービックが学生王者の立命館大学に24-0で完封勝利し、前身のリクルート、シーガルズ時代を含めて5年ぶり4度目の日本一を達成。
  - 【ゴルフ】 日本ゴルフツアー選手会の新会長に宮本勝昌が就任。宮本は三度目の会長就任となる。また副会長に石川遼、藤田寛之らが選出された。
- 8日 - 【ラグビー】 第90回全国高等学校ラグビーフットボール大会決勝で、福岡県第1代表の東福岡が、神奈川県第2代表の桐蔭学園と31-31で引き分け、決勝戦が昭和天皇崩御の為中止となった第68回大会 茗溪学園（茨城）対大阪工大高(現・常翔学園、大阪第1）以来22年ぶり史上4回目の両校優勝、引き分けでの両校優勝は第27回大会(1947年度）の秋田工対函館市中(現・函館中部）以来63年ぶりの決勝戦引き分けで、東福岡は2年連続3回目、桐蔭学園は初優勝。
- 9日
  - 【ラグビー】 第47回全国大学ラグビー選手権決勝は帝京大学が早稲田大学を17-12で下し、大会連覇を達成した。
- 15日 - 【柔道】ワールドマスターズ2011開催。浅見八瑠奈、中村美里が2連覇を達成。
- 16日 - 【陸上・駅伝】 第29回皇后盃全国都道府県対抗女子駅伝競走大会が京都市で行われ、京都府が2時間17分16秒で2年ぶり14回目の優勝。富山は4区で途中棄権。
- 23日
  - 【陸上・駅伝】 第16回天皇盃全国都道府県対抗男子駅伝競走大会が広島県で行われ、栃木県が2時間19分31秒で初優勝。
  - 【卓球】全日本卓球選手権大会男子シングルスで水谷隼が張一博を4-0のストレートで下し、同大会同種目初の5連覇を達成。

### 2月
- 6日
  - 【相撲】大相撲八百長問題を受け、日本相撲協会は臨時理事会を開き、3月13日より大阪府立体育会館にて開催予定だった平成23年3月場所の開催中止を決定。本場所の中止は、1946年（昭和21年）6月場所[1] 以来65年ぶりのことであり、不祥事による場所中止は史上初となる。

  - 【陸上競技】第60回記念別府大分毎日マラソンが大分県で行われ、モロッコのアハメド・バダイが2時間10分14秒で初優勝。2位は10秒差でダニエル・ジェンガ（ヤクルト）が入り、3位はさらに5秒差で前田和浩（九電工）が日本人最高記録となった[2]。
  - 【陸上競技】香川丸亀国際ハーフマラソンが行われ、女子は福士加代子（ワコール）が1時間9分0秒で4大会ぶり3度目の優勝。男子はサムエル・ドゥング（愛知製鋼）が1時間0分55秒で優勝[3]。
  - 【陸上競技】5日・6日、エストニア・タリンで行われた室内競技会で、アメリカ合衆国のアシュトン・イートンが6568点を記録して男子七種競技の室内世界記録を更新。従来の記録は自身が2010年3月に記録した6499点[4]。
- 9日 - 【自動車】ツインリンクもてぎで毎年行われているアメリカ自動車レース最高峰インディカー・シリーズ『インディ・ジャパン』について、2012年以降は開催しない旨を、ツインリンクもてぎの運営会社であるモビリティランドが発表。同サーキットでは2003年より開催している[5]。
- 11日
  - 【ボクシング】WBC世界ミニマム級タイトルマッチ（神戸市・ワールド記念ホール）で、挑戦者の井岡一翔（井岡ボクシングジム）が王者オーレドン・シッサマーチャイ（タイ）を第5ラウンド1分7秒に倒しテクニカルノックアウト勝ち。日本人選手では当時最短となるデビュー7戦目での世界王者奪取となった。
  - 【総合競技】（現地）18日から10日間、スロバキア・ハイタトラスで開催される予定だった聴覚障害者スポーツ大会、第17回冬季デフリンピックが中止に。主催の国際ろう者スポーツ委員会が発表。運営資金の不足が理由とされる[6][7]。
- 13日 - 【カーリング】日本カーリング選手権大会（北海道・名寄）の女子決勝戦で、中部電力が6連覇を目指したチーム青森を6対4で下し、チーム創設2年で初優勝[8]。
- 15日 - 【ゴルフ】 日本ゴルフツアー機構（JGTO）は東京都内で理事会を開き、2010年10月にコカイン所持で現行犯逮捕されたオーストラリア国籍のプロゴルファー（当時36歳）を最も重い除名処分にした。ゴルファーの除名処分は初めて。なおこのゴルファーは既に懲役1年6ヵ月、執行猶予3年の刑が確定し日本国外へ退去している[9]。
- 16日 - 【ゴルフ】 日本女子プロゴルフ協会の新会長に小林浩美が就任し樋口久子前会長は相談役に。また国内ツアー活性化のため規則を改正し、国外登録参加者の国内ツアー7試合出場義務を課し、外国人選手についてもツアー参加権を争う1次予選からの出場を義務付けた。これにより宮里藍が、参加スケジュール次第では2012年の国内ツアーから締め出される可能性が浮上した。
- 18日
  - 【陸上】 モスクワで行われた室内競技会で、ロシア・チームモスクワが8分06秒24を記録して女子4×800mリレーの室内世界記録を更新[10]。
  - 【陸上】アラブ首長国連邦・ラアス・アル＝ハイマで行われたラアス・アル＝ハイマハーフマラソンでメアリー・ケイタニーが1時間05分50秒を記録して優勝、世界記録を更新した[11]。
- 20日 - 【陸上】第2回横浜国際女子マラソン（日本・横浜市、APEC首脳会議開催によるテロ対策の為、代替開催）は、尾崎好美（第一生命保険）が2時間23分56秒でゴールし、2008年の東京国際女子マラソン以来となる優勝を飾り、2011年世界陸上競技選手権大会（韓国・大邱）マラソン代表1号に内定。
- 21日 - 【自動車】（現地）3月に予定されていたF1開幕戦、バーレーンGPが中止されることが決まった。バーレーンの首都マナーマで起こった反政府デモが続いており、その影響を受ける形となった[12]。
- 26日
  - 【陸上】ロシア・ソチで行われたロシア選手権女子20km競歩でベラ・ソコロワが1時間25分08秒を記録して優勝、同種目の世界記録を更新した[13]。
- 27日
  - 【陸上】第5回東京マラソンが行われ世界陸上大邱大会の国内選考会を兼ねていた男子はハイル・メコネン（エチオピア）が2時間7分35秒で初優勝、 川内優輝(埼玉県陸上競技協会）が2時間8分37秒で世界陸上代表内定基準(2時間9分30秒）を切って日本人トップの3位に入り、世界陸上代表に内定。
  - 【ラグビー】第48回日本選手権決勝が秩父宮ラグビー場で行われサントリーサンゴリアスが37-20で三洋電機ワイルドナイツを下し、9年ぶり4回目の優勝。

### 3月
- 4日～6日 - 【ゴルフ】2011年の日本女子ツアーがダイキンオーキッドレディスゴルフトーナメント（沖縄県）で開幕。地元出身の宮里藍は予選カットラインに2打及ばず7年ぶりの日本国内ツアー予選落ち。また前年の日本女子オープンゴルフ選手権覇者で同じく地元出身の宮里美香も1打及ばず予選落ちとなった。なお優勝は朴仁妃（韓国）。
- 6日 - 【陸上】8月に韓国・大邱で行われる世界陸上選手権の代表選手選考会を兼ねた第66回びわ湖毎日マラソンが滋賀県大津市の皇子山陸上競技場を発着するコースで行われ、ウィルソン・キプサング（ケニア）が2時間6分13秒の大会新記録で優勝。日本勢では一般参加の堀端宏行（旭化成）が2時間9分25秒で3位に入り、日本陸連が定める代表内定基準（日本人トップでかつ2時間9分30秒以内）をクリアしたため即時代表に内定した。
- 6日 - 【陸上競技】パリで行われたヨーロッパ室内選手権の男子三段跳で、フランスのテディ・タムゴーが17m92を記録して室内世界記録を更新。タムゴーは2010年3月に17m90の世界新記録を樹立、2011年2月に17m91を記録していた[14]。
- 11日～12日 - 【総合】平成23年東北地方太平洋沖地震及びこれを起因とするとみられる地震が日本各地で発生。地震の影響により、スポーツイベントの中止が相次いだ[15]。
  - プロ野球は11日に行われたオープン戦2試合が途中で試合を打ち切り、翌12日及び13日は全試合中止となった。
  - サッカー・Jリーグは12・13日の両日に予定されていたJ1・J2第2節全19試合中止、振替日未定
  - 日本中央競馬会（JRA）は地震域に近い中山競馬場のみならず、阪神・小倉両競馬場で開催予定だった分を含む全2日72レースを中止。2007年8月に発生した馬インフルエンザ禍当時でも無かった、競馬関係の番組放送が全媒体で中止に。
  - 高知県で行われている女子プロゴルフ「ヨコハマタイヤPRGRレディス」は2日目以降のラウンドが中止となり試合不成立に[16]。また18日から鹿児島県で開催予定だった「Tポイントレディス」[17]、更に4月1日から静岡県で開催予定だった「ヤマハレディースオープン葛城」の中止がそれぞれ決定した[18]（以降の大会開催については決定次第発表）。
  - 13日に名古屋市・瑞穂陸上競技場を発着するコースで行われる予定だった名古屋国際女子マラソンも中止を決定。同大会は世界選手権代表選考レースであり、大会事務局は当初予定通りの開催を発表していた[19][20]。

### 4月
- 1日
  - 【総合】日本体育協会の新会長に張富士夫（トヨタ自動車会長）が就任。
- 6日
  - 【相撲】日本相撲協会は理事会を開き5月8日初日の夏場所について通常開催を断念し、無料で一般公開する『技量審査場所』とする事を発表。
  - 【柔道】全日本柔道選手権大会が日本武道館で開催され、鈴木桂治（国士舘大学専任講師）が決勝戦で穴井隆将（天理大学職員）に一本勝ちを収め、2007年大会以来、4年ぶり4度目の優勝を果たした[21]。

### 5月
- 1日
  - 【ゴルフ】千葉県・鶴舞カントリー倶楽部で行われたサイバーエージェントレディスで不動裕理が優勝し、樋口久子、涂阿玉（台湾）、岡本綾子に続く史上4人目の日本女子プロゴルフ通算50勝目を達成した[22]。
- 8日
  - 【ボクシング】後楽園ホールで行われたWBC女子ミニフライ級タイトルマッチ、挑戦者の藤岡奈穂子が王者アナベル・オルティスを8回TKOで下し、男女通じて日本人最年長世界王座奪取を記録[23]。

### 6月
- 2日
  - 【相撲】日本相撲協会は臨時理事会を開き7月10日初日の名古屋場所を通常開催する事を決定。またNHKも中継再開を発表。

### 7月
- 6日 （現地）国際オリンピック委員会（IOC）が 南アフリカ共和国のダーバンで開いた総会で2018年冬季オリンピックの開催地を韓国・平昌に決定。
- 15日 - 【ゴルフ】 スタンレーレディスゴルフ第1日有村智恵が8番（パー5）でアルバトロス、16番（パー3）でホールインワンを記録。同一選手が同一ラウンドでアルバトロスとホールインワンを記録するのは日本ツアー男女を通じ初めて。
- 17日
  - 【サッカー】 ドイツで開催されていた2011 FIFA女子ワールドカップ決勝戦で、日本代表がアメリカをPK戦の末に破り初優勝。アジア勢がFIFA女子ワールドカップで優勝するのは大会初。

  - 【ゴルフ】 スタンレーレディスゴルフ最終日諸見里しのぶが前半9ホールで27ストロークの日本女子ツアーハーフ最少ストロークを記録。

### 8月
- 27日 -【プロレス】32年振りのプロレスオールスター戦「ALL TOGETHER 東日本大震災復興支援チャリティープロレス」が、日本武道館で開催された。
- 29日 -【陸上】世界陸上競技選手権男子ハンマー投げで室伏広治が、81m24で金メダル獲得。
- 29日～9月11日 - 【テニス】全米オープン（アメリカ・ニューヨークシティ）が開催。

### 9月
- 7日 - ロシア連邦ヤロスラヴリ州のトゥノシュナ空港付近にてYak-42 (航空機)旅客機が墜落し、この航空機に搭乗していたロシアのプロアイスホッケーチーム『ロコモティヴ・ヤロスラヴリ』所属選手やスタッフなど44人が死亡した[24]。
- 18日 -【テニス】男子国別対抗戦デビスカップのワールドグループプレーオフで前日の成績と合わせ日本がインドを3勝2敗で下し、1985年以来27年ぶりのワールドグループ復帰が決定。
- 27日 -【ゴルフ】2008年の賞金女王古閑美保が手首のけがの為今シーズン限りでの現役引退を表明。

### 10月
- 8日 - 世界ボクシング選手権ミドル級で村田諒太が同大会における日本人初の銀メダルを獲得。
- 14日 - 世界体操競技選手権男子個人総合で内村航平が合計93. 631点を獲得し同種目で男女を通じ史上初の3連覇を達成。
- 15日 - 世界体操競技選手権男子種目別 ゆかで内村航平が15.633点で金メダルを獲得、同種目での日本勢の金メダル獲得は1974年ヴァルナ大会の笠松茂以来25大会ぶり。また山室光史も種目別つり輪で銅メダルを獲得。
- 16日
  - ラスベガスで行われたインディカー・シリーズ最終戦決勝12周目で15台が絡む大クラッシュ事故が発生。2005年のシリーズチャンピオンでこの年のインディ500を優勝したダン・ウェルドンが死亡する惨事となった。
  - 世界体操競技選手権男子種目別 鉄棒で内村航平が16.333点で銅メダルを獲得、また男子種目別跳馬で沖口誠が16.291点で銅メダルを獲得。

### 11月
- 12日～13日 - 【柔道】2012年ロンドンオリンピック柔道日本代表第1次選考会となった講道館杯全日本柔道体重別選手権大会（千葉県）が開催され、新顔選手が活躍するなど五輪代表への熾烈な戦いが始まった[25]。
- 13日 - 【ゴルフ】静岡県・太平洋クラブ御殿場コースで行われた「三井住友VISA太平洋マスターズ」で、19歳のアマチュア・松山英樹が優勝。アマチュアのツアー優勝は倉本昌弘、石川遼に次いで史上三人目[26]。
- 19日 - 【ゴルフ】香川県・エリエールゴルフクラブで行われている「大王製紙エリエールレディスオープン」で、中学1年生のアマチュア・松原由美が19位タイで予選を通過。2002年の「リゾートトラストレディス」での金田久美子の12歳298日を上回る12歳270日の日本女子ツアー史上最年少予選通過記録を更新した[27]。
- 20日 - 【ゴルフ】2011年の日本女子ツアーの賞金女王に二年連続でアン・ソンジュ（安宣柱、韓国）が輝いた。アンは「大王製紙エリエールレディス」で8位タイに入り、同大会で優勝し賞金ランキング2位に浮上した李知姫（韓国）が次のツアー最終戦「LPGAツアーチャンピオンシップ」に優勝してもアンを逆転できないために決まったもの。なお今季限りで引退を表明した古閑美保は11位タイ、同じく引退を表明した米山みどりは史上最年少で予選を通過した松原由美らと共に19位タイでシーズンを終えた[28][29]。
- 27日 - 【ゴルフ】2011年の日本男子ツアーの賞金王は最終戦の「ゴルフ日本シリーズJTカップ」を待たずして韓国出身の裵相文（ベ・サンムン）に決定。これで昨年（2010年）の金庚泰（キム・キョンテ）に続き韓国勢が二年連続で賞金王となった[30]。

### 12月
- 6日 - 【柔道】2004アテネ、2008北京の五輪金メダリストだった元柔道選手内柴正人が、コーチを務めていた所属大学の女子柔道部員に対する準強姦容疑で逮捕。

- 9日 - 【スケート】カナダのケベック市で開催されたISUグランプリファイナルに浅田真央が欠場[31]。女子は5人で争われる。
- 10日 - 【スケート】ISUグランプリファイナルに男子は髙橋大輔、女子は鈴木明子がそれぞれ銀メダル獲得[32]。
- 12日 - 【ゴルフ】1992年と1995年の日本女子ツアーの賞金女王で、ツアー通算20勝を挙げた塩谷育代が今季限りでの現役引退を表明[33]。

## 総合競技大会
- 第25回冬季ユニバーシアード（1月27日～2月8日、 トルコ・エルズルム）- 日本の獲得メダル: 金4、銀3、銅3
- 第7回アジア冬季競技大会（1月30日～2月6日、 カザフスタン・アスタナ、アルマトイ）- 日本の獲得メダル: 金13、銀24、銅17
- 第13回スペシャルオリンピックス夏季世界大会（6月25日～7月4日、 ギリシャ・アテネ）
- 第26回夏季ユニバーシアード（8月12日～23日、 中国・深圳） - 日本の獲得メダル: 金23、銀26、銅38
- 第10回アフリカ競技大会（9月3日～9月18日、 モザンビーク・マプト）
- 第16回パンアメリカン競技大会（10月14日～10月30日、 メキシコ・グアダラハラ）
- 2011 熱戦再来 北東北総体（7月28日～8月20日、青森県ほか）
- 第66回国民体育大会（冬季スケート・アイスホッケー: 1月26日～30日・青森県、冬季スキー: 2月25日～28日・秋田県、本大会: 10月1日～11日・山口県）
天皇杯順位: 優勝山口県、第2位東京都、第3位愛知県
皇后杯順位: 優勝山口県、第2位東京都、第3位岐阜県
- 第11回全国障害者スポーツ大会（10月22日 - 24日、山口県）

## アイスホッケー

### 国際大会
- アイスホッケー世界選手権（4月29日～5月15日、 スロベニア・ブラチスラヴァ、コシツェ）
決勝:  フィンランド 6-1  スウェーデン
- アイスホッケー女子世界選手権（4月16日～25日、 スイス・チューリッヒ、ヴィンタートゥール）
決勝:  アメリカ合衆国 3-2  カナダ
- 2010-2011 アジアリーグアイスホッケー
優勝: 東北フリーブレイズ、アニャンハルラ（東北地方太平洋沖地震の影響のためプレーオフファイナルが行われず2チーム優勝。東北フリーブレイズは初優勝、アニャンハルラは2年連続2回目）

### NHL
- NHLオールスターゲーム（1月30日、 アメリカ合衆国・RBCセンター）
チームリドストローム 11-10 チームストール
- スタンレー・カップ・ファイナル（6月1日～15日）
ボストン・ブルーインズ（イースタン）（4勝3敗）バンクーバー・カナックス（ウェスタン）

### 日本国内
- 第78回全日本アイスホッケー選手権大会決勝（2月13日、栃木県日光市・栃木県立日光霧降アイスアリーナ）
日本製紙クレインズ 6-2 東北フリーブレイズ
  - 2年連続4回目

## アメリカンフットボール

### ワールドカップ
- 第4回アメリカンフットボール・ワールドカップ（7月8日～16日、 オーストリア・ウィーン他）
決勝: アメリカ合衆国 50-7 カナダ

### NFL
- AFCチャンピオンシップゲーム（1月23日、 アメリカ合衆国・ハインツ・フィールド）
ピッツバーグ・スティーラーズ 24-19 ニューヨーク・ジェッツ
- NFCチャンピオンシップゲーム（1月23日、ソルジャー・フィールド）
グリーンベイ・パッカーズ 21-14 シカゴ・ベアーズ
- プロボウル（1月30日、 アメリカ合衆国・アロハ・スタジアム）
NFC 55-41 AFC
- スーパーボウル（2月6日、 アメリカ合衆国・カウボーイズ・スタジアム）
グリーンベイ・パッカーズ（NFC） 31-25ピッツバーグ・スティーラーズ（AFC）
  - 14年ぶり4回目

### 日本の大会
- 第65回ライスボウル（1月3日、東京ドーム）
オービックシーガルズ（社会人代表、5年ぶり4回目） 24-0 立命館大学パンサーズ（学生代表）

## オートレース
- 第24回全日本選抜オートレース（2月9日～13日、伊勢崎オートレース場）優勝: 高橋貢
- 第30回オールスターオートレース（5月18日～22日、川口オートレース場）優勝: 高橋貢

## オリエンテーリング

### フットオリエンテーリング
- 世界オリエンテーリング選手権（8月13日～20日、 フランス・エクス＝レ＝バン）
  - ロング競技（男子）優勝: ティエリー・ジョルジュ（ フランス）
  - ロング競技（女子）優勝: アニカ・ビルスタム（ スウェーデン）
  - ミドル競技（男子）優勝: ティエリー・ジョルジュ（ フランス）
  - ミドル競技（女子）優勝: ヘレナ・ヤンソン（ スウェーデン）
  - スプリント競技（男子）優勝: ダニエル・フブマン（ スイス）
  - スプリント競技（女子）優勝: リネア・グスタフソン（ スウェーデン）
  - リレー競技（男子）優勝:  フランス
  - リレー競技（女子）優勝:  フィンランド

### スキーオリエンテーリング
- 世界スキーオリエンテーリング選手権（3月20日～28日、 スウェーデン・イェムトランド県ヘリエダーレン）

## カーリング

### 国際大会
- 世界男子カーリング選手権（4月2日～10日、 カナダ・レジャイナ）
決勝:  カナダ 6-5  スコットランド
- 世界女子カーリング選手権（3月19日～27日、 デンマーク・エスビャウ）
決勝:  スウェーデン 7-5  カナダ
- 世界ミックスダブルスカーリング選手権（4月15日～24日、 アメリカ合衆国・セントポール）
決勝:  スイス 11-2  ロシア

### 日本国内
- 第28回日本カーリング選手権大会（2月13日、北海道名寄市・サンピラーパーク）
  - 男子優勝：チーム常呂 7-3 士別市役所（2年連続2回目）
  - 女子優勝:中部電力6-4 チーム青森（初優勝）

## 競艇
スペシャルグレードの全レースもしくは主要GIレースの結果についてのみまとめるものとする。尚、★印のSG競走は当年に起きた東日本大震災の被災地の中で、特に被災が大きかった東北3県(岩手県・宮城県・福島県)の被災者に大会の売上げの1割を贈った。
| グレード | 競走名                                            | 開催競艇場 | 期間            | 優勝者                       |
| -------- | ------------------------------------------------- | ---------- | --------------- | ---------------------------- |
| GI       | 第25回新鋭王座決定戦競走                          | 宮島       | 1月25日 - 30日  | 山田哲也（千葉）             |
| GI       | 第24回女子王座決定戦競走                          | 三国       | 3月1日 - 6日    | 田口節子（岡山）             |
| SG       | 第46回総理大臣杯競走                              | 戸田       | 3月16日 - 21日  | 東北地方太平洋沖地震の為中止 |
| GI       | 第12回名人戦競走★                                 | 常滑       | 4月19日 - 24日  | 今村豊（山口）               |
| SG       | 第38回笹川賞競走★                                 | 尼崎       | 5月24日 - 29日  | 池田浩二（愛知）             |
| SG       | 第21回グランドチャンピオン決定戦競走★             | 児島       | 6月21日 - 26日  | 瓜生正義（福岡）             |
| SG       | 第16回オーシャンカップ競走                        | 蒲郡       | 7月13日 - 18日  | 佐々木康幸（静岡）           |
| SG       | 東日本復興支援競走 （第46回総理大臣杯競走の代替） | 戸田       | 8月5日 - 10日   | 重野哲之（静岡）             |
| SG       | 第57回モーターボート記念競走                      | 福岡       | 8月23日 - 28日  | 瓜生正義（福岡）             |
| SG       | 第58回全日本選手権競走                            | 平和島     | 10月5日 - 10日  | 池田浩二（愛知）             |
| SG       | 第14回チャレンジカップ競走                        | 大村       | 11月22日 - 27日 | 田村隆信（徳島）             |
| SG       | 第26回賞金王シリーズ戦競走                        | 住之江     | 12月20日 - 25日 | 勝野竜司（兵庫）             |
| SG       | 第26回賞金王決定戦競走                            | 住之江     | 12月22日 - 25日 | 池田浩二（愛知）             |

## クリケット
- クリケット・ワールドカップ（2月19日～4月2日、 インド・ スリランカ・ バングラデシュ）
決勝:  インド 277/4 (48.2 overs) - 274/6 (50 overs)  スリランカ

## 競馬

### アラブ首長国連邦
- ドバイワールドカップ（3月26日、メイダン競馬場）優勝: ヴィクトワールピサ、騎手: ミルコ・デムーロ

### イギリス
- チャンピオンハードル（3月15日、チェルトナム競馬場）優勝: ハリケーンフライ、騎手: ルビー・ウォルシュ
- チェルトナムゴールドカップ（3月18日、チェルトナム競馬場）優勝: ロングラン、騎手: Sam Waley-Cohen
- グランドナショナル（4月9日、エイントリー競馬場）優勝: バラブリッグス、騎手: ジェイソン・マグワイア

### フランス
- アメリカ賞（1月30日、ヴァンセンヌ競馬場）優勝: Ready Cash、騎手: Franck Nivard
- 凱旋門賞（10月2日、ロンシャン競馬場）優勝: デインドリーム、騎手: アンドレアシュ・シュタルケ
- クリテリウム・アンテルナシオナル（10月30日、サンクルー競馬場）優勝: フレンチフィフティーン、騎手: ティエリ・テュリエ

### オーストラリア
- メルボルンカップ（11月1日、フレミントン競馬場）優勝: ドゥーナデン、騎手: クリストフ・ルメール

### アメリカ
- ブリーダーズカップ・ワールド・サラブレッド・チャンピオンシップ（11月4日 - 5日、チャーチルダウンズ競馬場）
  - ブリーダーズカップ・マイル 優勝: コートヴィジョン、騎手: ロビー・アルバラード
  - ブリーダーズカップ・クラシック 優勝: ドロッセルマイヤー、騎手: マイク・スミス

### 香港
- キャセイパシフィック香港国際競走（12月11日・沙田競馬場）[34]
  - 香港ヴァーズ 優勝: ドゥーナデン、騎手: クレイグ・ウィリアムズ
  - 香港スプリント 優勝: ラッキーナイン、騎手: ブレット・プレブル
  - 香港マイル 優勝: エイブルワン、騎手: ジェフリー・ロイド
  - 香港カップ 優勝: カリフォルニアメモリー、騎手: マシュー・チャドウィック

## コーフボール
- 世界コーフボール選手権（10月27日～11月5日、 中国・紹興市）

## ゴルフ

### 男子プロ
- フェデックスカップ総合優勝：ビル・ハース
- レース・トゥ・ドバイ総合優勝：ルーク・ドナルド（ イングランド）
- マスターズ(4月7日 - 10日、 アメリカ合衆国・ジョージア州・オーガスタ・ナショナル・ゴルフクラブ）
  - 優勝：シャール・シュワーツェル（ 南アフリカ共和国）-14（274）
    - 日本人最高は石川遼の-3（285）の20位タイ、また松山英樹がローアマチュアに輝いた。
- 全米オープン(6月16日 - 19日、 アメリカ合衆国・メリーランド州・コングレッショナルCC）
  - 優勝：ローリー・マキロイ（ 北アイルランド）-16（268）
    - 日本人最高は石川遼の+2（286）の30位タイ
- 全英オープン(7月14日 - 17日、 イングランド・ロイヤル・セントジョージズGC）
  - 優勝：ダレン・クラーク（ 北アイルランド）-5（275）
    - 日本人最高は池田勇太の+10（290）の38位タイ
- 全米プロゴルフ選手権(8月11日 - 14日、 アメリカ合衆国・ジョージア州・アトランタアスレチックC）
  - 優勝：キーガン・ブラドリー（ アメリカ合衆国）-8（272）（ジェイソン・ダフナーとのプレーオフ）
    - 日本人最高は池田勇太の+5（285）の45位タイ

### 世界4大大会（女子）
- クラフト・ナビスコ選手権(3月31日 - 4月3日  アメリカ合衆国・カリフォルニア州・ミッションヒルズCC）
  - 優勝：ステイシー・ルイス アメリカ合衆国 -13 （275）
    -  日本勢最高は、宮里美香、有村智恵の-2（286）で7位タイ
- 全米女子プロゴルフ選手権(6月23日 - 6月26日  アメリカ合衆国・ニューヨーク州・ローカストヒルCC）
  - 優勝：ヤニ・ツェン 台湾 -19 （269）
    -  日本勢最高は、宮里美香の-5（283）で8位
- 全米女子オープン（(7月7日 - 11日・（悪天候の為日程1日延長）  アメリカ合衆国・コロラド州・ザ・ブロードムーア イーストC）
  - 優勝：ユ・ソヨン 韓国 -3 （281）（ソ・ヒキョン 韓国とのプレーオフ）
    -  日本勢最高は、宮里美香の+1（285）で5位
- 全英女子オープン（(7月28日 - 31日  スコットランド・カーヌスティGL）
  - 優勝：ヤニ・ツェン 台湾 -16 （272）
    -  日本勢最高は、宮里美香の-5（283）で14位タイ

### PGA・男子国際大会
- 世界ゴルフ選手権シリーズ
  - アクセンチュア・マッチプレー選手権優勝者: ルーク・ドナルド（ イングランド）
  - キャデラック選手権優勝者: ニック・ワトニー（ アメリカ合衆国）

### PGA・日本男子メジャー大会
- 第79回日本プロゴルフ選手権（5月12日 - 15日、兵庫県小野市・小野東洋GC）
  - 優勝：河井博大（ 日本） -9（275）初優勝
- 第12回日本ゴルフツアー選手権（6月2日 - 5日、茨城県笠間市・宍戸ヒルズCC西コース）
  - 優勝：J・B・パク（ 韓国） -6（278）初優勝
    - 日本勢最高は丸山大輔の-5(279)で2位
- 第76回日本オープンゴルフ（10月13日 - 16日、千葉県千葉市花見川区・鷹之台CC）
  - 優勝：裵相文（ 韓国） -2（282) 初優勝
    - 日本勢最高は久保谷健一の-2（282）、プレーオフで裵相文に敗れ2位
- 第48回ゴルフ日本シリーズ（12月1日 - 4日、東京都稲城市・東京よみうりCC）
  - 優勝：藤田寛之（ 日本） -10（200）大会連覇
    - なお12月3日の3日目が雨のため中止となったため、3日間54ホール競技に短縮となった。

### JLPGA・日本女子メジャー大会
- ワールドレディスチャンピオンシップ（5月6日 - 9日、茨城県つくばみらい市・茨城GC・西コース）
  - 優勝：アン・ソンジュ（ 韓国） -10（278）
    - 日本勢最高は佐伯三貴の-7(281）(2位）
- 第44回日本女子プロゴルフ選手権（9月8日 - 11日、千葉県市原市・キングフィールズGC）
  - 優勝：三塚優子（ 日本） -6（282）
- 第44回日本女子オープンゴルフ（9月29日 - 10月2日、愛知県愛知郡東郷町・名古屋GC和合C）
  - 優勝：馬場ゆかり（ 日本） +12（292）
- 第33回LPGAツアーチャンピオンシップ（11月24日 - 27日、宮崎県宮崎市・宮崎CC）
  - 優勝：全美貞（ 韓国） -8（280）
    - 日本勢最高は表純子の-4（284）（3位タイ）

## 柔道
- 全日本選抜柔道体重別選手権大会（4月2日～3日、福岡国際センター）
- 全日本女子柔道選手権大会（4月17日、横浜文化体育館）
優勝: 杉本美香（コマツ）（初優勝）
- 全日本柔道選手権大会（4月29日、日本武道館）
優勝: 鈴木桂治（国士舘大学教員）（4年ぶり4度目）
- 世界柔道選手権大会（8月23日～28日、 フランス・パリ）
- 世界柔道無差別選手権大会（10月29日～30日、 ロシア・チュメニ）
男子優勝: アブドゥロ・タングリエフ（ ウズベキスタン）
女子優勝: 佟文（ 中国）
- 講道館杯全日本柔道体重別選手権大会（11月12日～13日）

## 水泳
- 第52回日本選手権水泳競技大会競泳競技（25m）（2月26日～27日、東京辰巳国際水泳場）
- 第87回日本選手権水泳競技大会
  - 飛込競技（予定: 4月1日～3日、神奈川県・相模原市総合水泳場） - 東日本大震災のため中止
    - 代替大会として同日程、同場所にて「2011年度飛込国際大会代表選手選考会」を開催

  - 競泳競技（予定: 4月5日～10日、東京辰巳国際水泳場）- 東日本大震災のため中止
    - 代替大会として「2011年度競泳国際大会代表選手選考会」（4月9日～11日、静岡県・古橋廣之進記念浜松市総合水泳場）を開催

  - 日本選手権水泳競技大会シンクロ競技（予定: 5月2日～5日、東京辰巳国際水泳場） - 東日本大震災のため中止
- 第14回世界水泳選手権（7月16日～7月31日、上海/ 中国）

## スキー・スノーボード
- スノーボード世界選手権（1月15日～23日、 スペイン・ラ・モリーナ）
- フリースタイルスキー世界選手権（2月2日～2月5日、 アメリカ合衆国・ディアバレー）
- アルペンスキー世界選手権（2月8日～20日、 ドイツ・ガルミッシュ＝パルテンキルヒェン）
- ノルディックスキー世界選手権（2月23日～3月6日、 ノルウェー・オスロ）

## スケート

### ショートトラック
- 世界ショートトラックスピードスケート選手権大会（3月11日～13日、 イギリス・シェフィールド）
- 世界ショートトラックスピードスケートチーム選手権大会（3月19日・20日、 ポーランド・ワルシャワ）

### スピードスケート
- 世界スプリントスピードスケート選手権大会（1月22日～23日、 オランダ・ヘーレンフェイン）
男子総合優勝: 李奎爀（ 韓国）
女子総合優勝: クリスティン・ネスビット（ カナダ）
- 世界オールラウンドスピードスケート選手権大会（2月12日～13日、 カナダ・カルガリー）
男子総合優勝: イワン・スコブレフ（ ロシア）
女子総合優勝: イレイン・ブスト（ オランダ）
- 世界距離別スピードスケート選手権大会（3月10日～13日、 ドイツ・インツェル）

### フィギュアスケート
- 四大陸フィギュアスケート選手権（2月15日 - 20日、 チャイニーズタイペイ・台北）
男子シングル優勝: 髙橋大輔（ 日本）（2年ぶり2回目）
女子シングル優勝: 安藤美姫（ 日本）（初優勝）
ペア優勝: 龐清&佟健（ 中国）（2年ぶり5回目）
アイスダンス優勝: メリル・デイヴィス&チャーリー・ホワイト（ アメリカ合衆国）（2年ぶり2回目）
- 世界フィギュアスケート選手権（4月24日 - 5月1日、 ロシア・モスクワ）
男子シングル優勝: パトリック・チャン（ カナダ）（初優勝）
女子シングル優勝: 安藤美姫（ 日本）（4年ぶり2度目）
ペア優勝: アリオナ・サフチェンコ&ロビン・ゾルコーヴィ（ ドイツ）（2年ぶり3度目）
アイスダンス優勝: メリル・デイヴィス&チャーリー・ホワイト（ アメリカ合衆国）（初優勝）

## 体操

### 体操競技
- 第43回世界体操競技選手権（10月7日～16日、 日本・東京体育館）
男子個人総合優勝: 内村航平（ 日本）
男子団体優勝:  中国
女子個人総合優勝: ジョーディン・ウィーバー（ アメリカ合衆国）
女子団体優勝:  アメリカ合衆国
- 第65回全日本体操競技個人総合選手権大会（4月23日～24日、代々木第一体育館）
男子優勝: 内村航平（コナミ）188.900（4年連続4回目）
女子優勝: 鶴見虹子（朝日生命体操クラブ）110.700（6年連続6回目）
- 第50回NHK杯体操選手権（6月11日～12日、代々木第一体育館）
男子優勝: 内村航平（コナミ）278.750（3年連続3回目）
女子優勝: 鶴見虹子（朝日生命体操クラブ）219.650（3年連続4回目）
- 第65回全日本体操競技団体・種目別選手権大会（11月4日～6日、千葉ポートアリーナ）
男子団体優勝: コナミ 273.000
女子団体優勝: 日本体育大学 158.000

### 新体操
- 第31回世界新体操選手権（9月19日～25日、 フランス・モンペリエ）
個人総合優勝: エフゲニア・カナエワ（ ロシア）
団体総合優勝:  イタリア
- 第64回全日本新体操選手権大会（11月18日～20日、幕張メッセ）
男子個人総合優勝: 北村将嗣（花園大学R.G）
男子団体総合優勝: 青森大学
女子個人総合優勝: 山口留奈（イオン）
女子団体総合優勝: 日本女子体育大学

### トランポリン
- 第28回世界トランポリン競技選手権（11月16日～19日、 イギリス・バーミンガム）
男子個人優勝: 陸春龍（ 中国）
女子個人優勝: 何雯娜（ 中国）
- 第48回全日本トランポリン競技選手権大会（12月3日～4日、大阪府熊取町）
男子個人優勝: 上山容弘（大阪体育大学大学院）
女子個人優勝: 湊和代（北陸大学）

## 卓球
- 全日本卓球選手権大会（1月18日 - 23日、東京体育館）
男子シングルス優勝: 水谷隼 （明治大学）（5年連続5回目）
女子シングルス優勝: 石川佳純（ミキハウスJSC）（初優勝）
男子ダブルス優勝: 松平健太（早稲田大学）、丹羽孝希（青森山田高校）（初優勝）
女子ダブルス優勝: 藤井寛子（日本生命）、若宮三紗子（日本生命）（初優勝）
混合ダブルス優勝: 瀬山辰男、（中央大学）、坂本夕佳（中央大学）（初優勝）
- 世界卓球選手権（5月8日 - 15日、 オランダ・ロッテルダム）
男子シングルス優勝: 張継科（ 中国）
女子シングルス優勝: 丁寧（ 中国）
男子ダブルス優勝: 馬龍、許昕（ 中国）
女子ダブルス優勝: 李暁霞、郭躍（ 中国）
混合ダブルス優勝: 張超、曹臻（ 中国）

## テニス

### グランドスラム
- 全豪オープン（1月17日 - 30日）
  - 男子シングルス優勝：ノバク・ジョコビッチ（ セルビア）（3年ぶり2回目）
  - 女子シングルス優勝：キム・クライシュテルス（ ベルギー）（初優勝）
  - 男子ダブルス優勝：ボブ・ブライアン&マイク・ブライアン組（ アメリカ合衆国）（3年連続5回目）
  - 女子ダブルス優勝：ヒセラ・ドゥルコ( アルゼンチン）&フラビア・ペンネッタ組( イタリア）（初優勝）
  - 混合ダブルス優勝：ダニエル・ネスター（ カナダ）&カタリナ・スレボトニク組( スロベニア)（初優勝）
- 全仏オープン（5月22日 - 6月5日）
  - 男子シングルス優勝：ラファエル・ナダル（ スペイン）（2年連続6回目)
  - 女子シングルス優勝：李娜（ 中国）（初優勝）
  - 男子ダブルス優勝：マックス・ミルヌイ（ ベラルーシ）&ダニエル・ネスター組（ カナダ）（初優勝）
  - 女子ダブルス優勝：アンドレア・フラバーチコバ&ルーシー・ハラデツカ組( チェコ）（初優勝）
  - 混合ダブルス優勝：スコット・リプスキー（ アメリカ合衆国）&ケーシー・デラクア組( オーストラリア)（初優勝）
- ウィンブルドン選手権（6月20日 - 7月3日）
  - 男子シングルス優勝：：ノバク・ジョコビッチ（ セルビア）（初優勝）
  - 女子シングルス優勝：ペトラ・クビトバ（ チェコ）（初優勝）
  - 男子ダブルス優勝：ボブ・ブライアン&マイク・ブライアン組（ アメリカ合衆国）（5年ぶり2回目）
  - 女子ダブルス優勝：クベタ・ペシュケ（ チェコ）&カタリナ・スレボトニク組( スロベニア）（初優勝）
  - 混合ダブルス優勝：ユルゲン・メルツァー（ オーストリア）&イベタ・ベネソバ組（ チェコ）（初優勝）
- 全米オープン（8月29日 - 9月12日）（悪天候で会期1日延長）
  - 男子シングルス優勝：ノバク・ジョコビッチ（ セルビア）（初優勝）
  - 女子シングルス優勝：サマンサ・ストーサー（ オーストラリア）（初優勝）
  - 男子ダブルス優勝：ユルゲン・メルツァー（ オーストリア）&フィリップ・ペッシュナー組（ ドイツ）（初優勝）
  - 女子ダブルス優勝：リーゼル・フーバー&リサ・レイモンド組( アメリカ合衆国）（初優勝）
  - 混合ダブルス優勝：ジャック・ソック&メラニー・ウダン組（ アメリカ合衆国）（初優勝）

### デビスカップ・フェドカップ
- デビスカップ決勝（12月2日～12月4日、スペイン・セルビア）  スペイン （3勝1敗）  アルゼンチン
- フェドカップ決勝（11月5日～11月6日、ロシア・モスクワ）  チェコ （3勝2敗）  ロシア

### 日本
- 第86回全日本テニス選手権（11月5日～13日、東京都・有明テニスの森公園）
  - 男子単決勝 守屋宏紀 2 - 1 伊藤竜馬
  - 女子単決勝 藤原里華 2 - 0 瀬間詠里花

## バドミントン
- 世界バドミントン選手権（8月8日～14日、 イギリス・ロンドン）
男子シングルス優勝 : 林丹（ 中国）
女子シングルス優勝 : 王儀涵（ 中国）
男子ダブルス優勝 : 蔡贇、傅海峰（ 中国）
女子ダブルス優勝 : 王暁理、于洋（ 中国）
混合ダブルス優勝 : 張楠、趙芸蕾（ 中国）
- 第65回全日本総合バドミントン選手権大会（12月6日～11日、国立代々木競技場第二体育館）
男子シングルス優勝 : 田児賢一（NTT東日本）
女子シングルス優勝 : 奥原希望（大宮東高校）
男子ダブルス優勝 : 平田典靖、橋本博且（トナミ運輸）
女子ダブルス優勝 : 髙橋礼華、松友美佐紀（日本ユニシス）
混合ダブルス優勝 : 池田信太郎、潮田玲子（日本ユニシス）

## ハンドボール
- 世界男子ハンドボール選手権（1月13日～30日、 スウェーデン・マルメ他）
決勝:  フランス 37-35  デンマーク
- 第35回日本ハンドボールリーグ
男女とも東北地方太平洋沖地震の影響のためプレーオフが行われず、レギュラーシーズンの順位が最終順位になった。
男子優勝: 大崎電気（6年ぶり2度目）
女子優勝: 北國銀行（初優勝）

## プロレス
- プロレス大賞MVP:棚橋弘至（新日本プロレス）2回目
- 32年振りのプロレスオールスター戦「ALL TOGETHER 東日本大震災復興支援チャリティープロレス」が、8月27日日本武道館で開催された。
- チャンピオン・カーニバル（全日本プロレス） 優勝：永田裕志（新日本プロレス）（初優勝）
新日本プロレス所属選手の優勝は初めて。
- G1クライマックス（新日本プロレス）優勝：中邑真輔（初優勝）
- 世界最強タッグ決定リーグ戦（全日本プロレス） 優勝：真田聖也&KAI（境敦史）組（初優勝）

## ボクシング

### 日本のジム所属選手の世界戦
| 開催日   | 会場                                                                                           | タイトル種別                               | 対戦者                            | 結果                      | 対戦者                                           |
| -------- | ---------------------------------------------------------------------------------------------- | ------------------------------------------ | --------------------------------- | ------------------------- | ------------------------------------------------ |
| 1月22日  | メキシコ・メキシコシティ                                                                       | WBC女子世界スーパーフライ級 タイトルマッチ | 山口直子 （1位/白井・具志堅）     | ★判定☆                    | アナ・マリア・トーレス （王者/ メキシコ）        |
| 1月31日  | 東京都江東区 有明コロシアム                                                                    | WBA世界スーパーフェザー級 タイトルマッチ   | 内山高志 （王者/ワタナベ）        | ☆8回終了TKO★              | 三浦隆司 （4位/横浜光）                          |
| 1月31日  | 東京都江東区 有明コロシアム                                                                    | WBA世界スーパーバンタム級 タイトルマッチ   | 李冽理 （王者/横浜光/ 韓国 ）     | ★判定☆                    | 下田昭文 （6位/帝拳）                            |
| 2月6日   | 大阪府大阪市浪速区 大阪府立体育会館                                                            | WBC世界スーパーフライ級 タイトルマッチ     | 名城信男 （8位/六島）             | ★判定☆                    | トマス・ロハス （王者/ メキシコ）                |
| 2月11日  | 兵庫県神戸市中央区 ワールド記念ホール                                                          | WBC世界ミニマム級 タイトルマッチ           | 井岡一翔 （10位/井岡）            | ☆5回1分7秒TKO★            | オーレドン・シッサマーチャイ （王者/ タイ）      |
| 4月8日   | 兵庫県神戸市中央区 ワールド記念ホール                                                          | WBC世界スーパーバンタム級 タイトルマッチ   | 西岡利晃 （王者/帝拳）            | ☆9回3分7秒KO★             | マウリシオ・ムニョス （6位/ アルゼンチン）       |
| 4月8日   | 兵庫県神戸市中央区 ワールド記念ホール                                                          | WBC世界フェザー級 タイトルマッチ           | 長谷川穂積 （王者/真正）          | ★4回58秒TKO☆              | ジョニー・ゴンサレス （1位/ メキシコ）           |
| 4月8日   | 兵庫県神戸市中央区 ワールド記念ホール                                                          | WBC世界スーパーフェザー級 タイトルマッチ   | 粟生隆寛 （王者/帝拳）            | ☆4回1分6秒KO★             | ウンベルト・グティエレス （3位/ メキシコ）       |
| 4月17日  | 大阪府豊中市 よみうり文化ホール                                                                | WBA女子世界ミニマム級 王座統一戦           | 多田悦子 （王者/フュチュール）    | ☆判定★                    | イベス・サモラ （暫定王者/ メキシコ）            |
| 5月7日   | 大阪府大阪市浪速区 大阪府立体育会館                                                            | WBA世界バンタム級 タイトルマッチ           | 亀田興毅 （王者/亀田）            | ☆11回終了TKO★             | ダニエル・ディアス （14位/ ニカラグア）          |
| 5月8日   | 東京都文京区 後楽園ホール                                                                      | WBC女子世界ライトフライ級 タイトルマッチ   | 富樫直美 （王者/ワタナベ）        | ☆5回1分32秒TKO★           | ジュジース・ナガワ （11位/ フィリピン）          |
| 5月8日   | 東京都文京区 後楽園ホール                                                                      | WBC女子世界アトム級 タイトルマッチ         | 小関桃 （王者/青木）              | ☆5回1分15秒TKO★           | クリカノック・アイランドムエタイ （13位/ タイ）  |
| 5月8日   | 東京都文京区 後楽園ホール                                                                      | WBC女子世界ミニフライ級 タイトルマッチ     | 藤岡奈穂子 （4位/竹原&畑山）      | ☆8回終了TKO★              | アナベル・オルティス （王者/ タイ）              |
| 5月17日  | 東京都文京区 後楽園ホール                                                                      | WBA女子世界スーパーフライ級 タイトルマッチ | 天海ツナミ （王者/山木）          | ☆3回1分25秒TKO★           | ペッチサイルーン・ルークサイコンディン （ タイ） |
| 6月25日  | メキシコ・キンタナ・ロー州・コスメル                                                           | WBC世界ライト級 タイトルマッチ             | 佐々木基樹 （12位/帝拳）          | ★11回1分18秒（負傷判定）☆ | ウンベルト・ソト （王者/ メキシコ）              |
| 7月1日   | タイ・ソンクラー県・ハジャイ                                                                   | WBC世界フライ級 タイトルマッチ             | 粉川拓也 （9位/宮田）             | ★判定☆                    | ポンサクレック・ウォンジョンカム （王者/ タイ）  |
| 7月9日   | アメリカ合衆国・ニュージャージー州・アトランティックシティ ボードウォーク・ホール              | WBA世界スーパーバンタム級 タイトルマッチ   | 下田昭文 （王者/帝拳）            | ★7回2分46秒KO☆            | リコ・ラモス （1位/ アメリカ合衆国）             |
| 8月10日  | 東京都文京区 後楽園ホール                                                                      | WBC世界ミニマム級 タイトルマッチ           | 井岡一翔 （王者/井岡）            | ☆判定★                    | フアン・エルナンデス （1位/ メキシコ）           |
| 8月27日  | メキシコ・トラスカラ州ウアマントラ                                                             | WBC女子世界フライ級 タイトルマッチ         | 四ヶ所麻美 （4位/フラッシュ赤羽） | ★判定☆                    | マリアナ・フアレス （王者/ メキシコ）            |
| 8月31日  | 東京都千代田区 日本武道館                                                                      | WBA世界バンタム級 タイトルマッチ           | 亀田興毅 （王者/亀田）            | ☆判定★                    | デビッド・デラモラ （8位/ メキシコ）             |
| 8月31日  | 東京都千代田区 日本武道館                                                                      | WBA世界スーパーフライ級 タイトルマッチ     | 清水智信 （4位/金子）             | ☆判定★                    | ウーゴ・カサレス （王者/ メキシコ）              |
| 9月22日  | 東京都文京区 後楽園ホール                                                                      | WBA女子世界ミニマム級 タイトルマッチ       | 多田悦子 （王者/フュチュール）    | ☆判定★                    | ノンムアイ・ゴーキャットジム （ タイ）           |
| 9月22日  | 東京都文京区 後楽園ホール                                                                      | WBC女子世界ミニフライ級 タイトルマッチ     | 藤岡奈穂子 （王者/竹原&畑山）     | ☆9回0分37秒TKO★           | カニター・ゴーキャットジム （1位/ タイ）         |
| 9月22日  | 東京都文京区 後楽園ホール                                                                      | WBA女子世界ライトミニマム級 王座決定戦     | 安藤麻里 （フュチュール）         | ☆判定★                    | アマラー・ゴーキャットジム （ タイ）             |
| 10月1日  | アメリカ合衆国・ネバダ州・ラスベガス MGMグランド・ガーデン・アリーナ内マーキー・ボール・ルーム | WBC世界スーパーバンタム級 タイトルマッチ   | 西岡利晃 （王者/帝拳）            | ☆判定★                    | ラファエル・マルケス （2位/ メキシコ）           |
| 10月24日 | 東京都文京区 後楽園ホール                                                                      | WBA世界ミニマム級 タイトルマッチ           | 八重樫東 （5位/大橋）             | ☆10回2分38秒TKO★          | ポンサワン・ポープラムック （王者/ タイ）        |
| 11月4日  | タイ・バンコク                                                                                 | WBC世界スーパーフライ級 タイトルマッチ     | 名城信男 （5位/六島）             | ★判定☆                    | スリヤン・ソー・ルンヴィサイ （王者/ タイ）      |
| 11月6日  | 東京都渋谷区 代々木第2体育館                                                                   | WBC世界スーパーフェザー級 タイトルマッチ   | 粟生隆寛 （王者/帝拳）            | ☆判定★                    | デビス・ボスキエロ （9位/ イタリア）             |
| 11月6日  | 東京都渋谷区 代々木第2体育館                                                                   | WBC世界バンタム級 王座決定戦               | 山中慎介 （3位/帝拳）             | ☆11回1分28秒TKO★          | クリスチャン・エスキベル （2位/ メキシコ）       |
| 11月30日 | 東京都文京区 後楽園ホール                                                                      | WBC女子世界ライトフライ級 タイトルマッチ   | 富樫直美 （王者/ワタナベ）        | ☆判定★                    | 孫抄弄 （11位/ 韓国）                            |
| 11月30日 | 東京都文京区 後楽園ホール                                                                      | WBC女子世界アトム級 タイトルマッチ         | 小関桃 （王者/青木）              | ☆10回0分53秒（負傷判定）★ | 伊藤まみ （14位/イマオカ）                       |
| 12月7日  | 大阪府大阪市浪速区 大阪府立体育会館                                                            | WBA世界バンタム級 タイトルマッチ           | 亀田興毅 （王者/亀田）            | ☆4回2分4秒TKO★            | マリオ・マシアス （12位/ メキシコ）              |
| 12月7日  | 大阪府大阪市浪速区 大阪府立体育会館                                                            | WBA世界スーパーフライ級 タイトルマッチ     | 亀田大毅 （1位/亀田）             | ★判定☆                    | テーパリット・ゴーキャットジム （王者/ タイ）    |
| 12月24日 | タイ・バンコク                                                                                 | WBC世界フライ級 タイトルマッチ             | 向井寛史 （10位/六島）            | 1回0分47秒（負傷引分）    | ポンサクレック・ウォンジョンカム （王者/ タイ）  |
| 12月31日 | 神奈川県横浜市中区 横浜文化体育館                                                              | WBA世界スーパーフェザー級 王座統一戦       | 内山高志 （王者/ワタナベ）        | ☆11回0分19秒TKO★          | ホルヘ・ソリス （暫定王者/ メキシコ）            |
| 12月31日 | 神奈川県横浜市中区 横浜文化体育館                                                              | WBA世界フェザー級 タイトルマッチ           | 細野悟 （10位/大橋）              | ★判定☆                    | セレスティノ・カバジェロ （王者/ パナマ）        |
| 12月31日 | 大阪府大阪市浪速区 大阪府立体育会館                                                            | WBC世界ミニマム級 タイトルマッチ           | 井岡一翔 （王者/井岡）            | ☆1回1分38秒TKO★           | ヨードグン・トーチャルンチャイ （9位/ タイ）     |

## モータースポーツ

### 四輪カテゴリー
- ダカール・ラリー（1月1日～16日、アルゼンチン・ブエノスアイレス発着）
四輪部門優勝: ナサール・アルアティヤ（ カタール）/ティモ・ゴットシャルク（ ドイツ）
（フォルクスワーゲン）45時間16分16秒
- F1

- - ドライバーズチャンピオン:セバスチャン・ベッテル（ ドイツ、レッドブル・レーシング）392ポイント（2年連続2回目）
  - コンストラクターズチャンピオン:レッドブル・レーシング 650ポイント（2年連続2回目）
  - 2011モナコGP（5月29日、モナコ・モンテカルロ市街地コース）
優勝: セバスチャン・ベッテル（ ドイツ、レッドブル・レーシング）
  - 2011日本GP（10月9日、鈴鹿サーキット）
優勝: セバスチャン・ベッテル（ ドイツ、レッドブル・レーシング）
- WRC

- - 世界ドライバーズ・チャンピオンシップ : セバスチャン・ローブ（ フランス、シトロエン）
- WTCC

- - 世界ドライバーズ・チャンピオンシップ : イヴァン・ミュラー（ フランス、シボレー）
  - レース・オブ・ジャパン（10月23日、鈴鹿サーキット）
R19優勝: アラン・メニュ（ スイス、シボレー）
R20優勝: ダリル・オーヤン（ 中国、バンブー・エンジニアリング）
- インディカー・シリーズ

- - ドライバーズ・チャンピオンシップ : ダリオ・フランキッティ（ イギリス、チップ・ガナッシ・レーシング/ダラーラ/ホンダ）
  - インディ500（5月29日、アメリカ合衆国・インディアナポリス・モーター・スピードウェイ）
優勝: ダン・ウェルドン（ イギリス、ブライアン・ハータ・オートスポーツ）
  - インディジャパン・ザ・ファイナル（9月18日、栃木県・ツインリンクもてぎ）
優勝: スコット・ディクソン（ ニュージーランド、チップ・ガナッシ・レーシング）
- 第79回ル・マン24時間レース（6月11日～12日、フランス・ル・マンサルト・サーキット）
総合優勝 : マルセル・フェスラー（ スイス）/アンドレ・ロッテラー（ ドイツ）/ブノワ・トレルイエ（ フランス）
（アウディスポーツ・チームヨースト（ ドイツ）、アウディ・R18 TDI）355周
- フォーミュラ・ニッポン

- - シリーズチャンピオン：アンドレ・ロッテラー（ ドイツ、PETRONAS TEAM TOM'S）
- SUPER GT

- - GT500クラスシリーズチャンピオン: 柳田真孝 / ロニー・クインタレッリ（ イタリア）（S Road MOLA GT-R）
  - GT300クラスシリーズチャンピオン: 谷口信輝 / 番場琢（初音ミク グッドスマイル BMW）

### 二輪カテゴリー
- ダカール・ラリー（1月1日～16日、アルゼンチン・ブエノスアイレス発着）
二輪部門優勝: マルク・コマ（ スペイン、KTM）51時間25分00秒
- MotoGP

- - MotoGPクラス世界ライダーズ・チャンピオンシップ：ケーシー・ストーナー（ オーストラリア、レプソル・ホンダ）
  - 2011日本グランプリ（10月2日、ツインリンクもてぎ）
MotoGPクラス優勝: ダニ・ペドロサ（ スペイン、ホンダ）
- 鈴鹿8時間耐久ロードレース（三重県・鈴鹿サーキット、7月31日）
  - 総合優勝: 秋吉耕佑/伊藤真一/清成龍一（F.C.C. TSR Honda）217周
- 全日本ロードレース選手権
  - JSB1000クラスシリーズチャンピオン：秋吉耕佑（F.C.C.TSR Honda）

## ラグビー

### 国際大会
- シックス・ネイションズ（2月4日～3月19日）
優勝:  イングランド（4勝1敗）
- トライネイションズ（7月23日～8月27日）
優勝:  オーストラリア（3勝1敗）

### 第48回全日本選手権
- 決勝：2月27日 東京・秩父宮ラグビー場
サントリーサンゴリアス 37-20 三洋電機ワイルドナイツ(9年ぶり4回目）

### ジャパンラグビートップリーグ
- ジャパンラグビートップリーグ レギュラーシズン - 1月10日
1位 : 東芝ブレイブルーパス 勝点57
2位 : 三洋電機ワイルドナイツ 勝点55
3位 : トヨタ自動車ヴェルブリッツ 勝点55
4位 : サントリーサンゴリアス 勝点50

2、3位は得失点差による。
の4チームがマイクロソフトカップに進出
- マイクロソフトカップ決勝（秩父宮ラグビー場・1月30日）
三洋電機ワイルドナイツ 28-23 サントリーサンゴリアス(初優勝）

### 日本の学生ラグビー
- 第90回全国高等学校ラグビーフットボール大会決勝（近鉄花園ラグビー場・1月8日）
東福岡（福岡第1）31 - 31(両校優勝）桐蔭学園（神奈川第2）（東福岡は2年連続3回目、桐蔭学園は初優勝）
- 第47回全国大学ラグビーフットボール選手権大会決勝（国立霞ヶ丘競技場陸上競技場・1月9日）
帝京大学17- 12早稲田大学（2年連続2回目）

## 陸上競技

### トラック&フィールド

#### 選手権大会
- 第13回世界陸上競技選手権大会（8月27日～9月4日、 韓国・大邱）
- 第5回IPC陸上競技世界選手権大会（1月21日～1月30日、 ニュージーランド・クライストチャーチ）
- 第7回世界ユース陸上競技選手権大会（7月6日～7月10日、 フランス・リール）
- 第19回アジア陸上競技選手権大会（7月7日～7月10日、神戸総合運動公園ユニバー記念競技場）
- 第47回南アメリカ陸上競技選手権大会（6月2日～6月5日、 アルゼンチン・ブエノスアイレス）

#### IAAFダイヤモンドリーグ
- 2011年IAAFダイヤモンドリーグ（5月6日～9月16日、11ヶ国14都市）

#### 日本国内大会
- 第95回日本陸上競技選手権大会（6月10日～6月12日、熊谷スポーツ文化公園陸上競技場）
- 第95回日本陸上競技選手権大会混成競技（6月4日～6月5日、等々力陸上競技場）
- 第95回日本陸上競技選手権リレー競技大会（10月28日～10月30日、横浜国際総合競技場）
- 第59回全日本実業団対抗陸上競技選手権大会（9月23日～9月25日、徳島県鳴門総合運動公園陸上競技場）
- 第80回日本学生陸上競技対校選手権大会（9月9日～9月11日、熊本県民総合運動公園陸上競技場）
- 第64回全国高等学校陸上競技対校選手権大会（8月3日～8月7日、北上総合運動公園陸上競技場）

### クロスカントリー
- 第39回世界クロスカントリー選手権（3月20日、 スペイン・プンタ・ウンブリア）
- 第46回千葉国際クロスカントリー大会（2月13日、千葉市昭和の森公園）
- 第25回福岡国際クロスカントリー大会（2月26日、国営海の中道海浜公園）

### 競歩
- 第94回日本陸上競技選手権大会男子20キロ 女子20キロ競歩（2月20日、神戸市東灘区）
- 第95回日本陸上競技選手権大会50キロ競歩（4月17日、石川県輪島市）

### ハーフマラソン
- 第65回香川丸亀国際ハーフマラソン（2月6日、香川県立丸亀競技場発着）
- 第54回札幌国際ハーフマラソン（7月3日、札幌市円山競技場発着）

### マラソン

#### ワールドマラソンメジャーズ
2010-2011男子総合優勝: エマニュエル・ムタイ（ ケニア）70ポイント
2010-2011女子総合優勝: リリア・ショブホワ（ ロシア）90ポイント
- ロンドンマラソン（4月17日）
  - 男子優勝: エマヌエル・ムタイ（ ケニア）2時間04分40秒
  - 女子優勝: メアリー・ケイタニー（ ケニア）2時間19分19秒
    - 日本勢最高: 赤羽有紀子 2時間24分09秒（6位）
- ボストンマラソン（4月18日）
  - 男子優勝: ジョフリー・ムタイ（ ケニア）2時間03分02秒
  - 女子優勝: キャロライン・キレル（ ケニア）2時間22分36秒
- 世界陸上競技選手権大会
  - 男子マラソン（9月4日）優勝: アベル・キルイ（ ケニア）2時間07分38秒
  - 女子マラソン（8月27日）優勝: エドナ・キプラガト（ ケニア）2時間28分43秒
- ベルリンマラソン（9月25日）
  - 男子優勝: パトリック・マカウ（ ケニア）2時間03分38秒
  - 女子優勝: フローレンス・キプラガト（ ケニア）2時間19分44秒
- シカゴマラソン（10月9日）
  - 男子優勝: モーゼス・モソップ（ ケニア）2時間05分37秒
  - 女子優勝: リリア・ショブホワ（ ロシア）2時間18分20秒
- ニューヨークシティマラソン（11月6日）
  - 男子優勝: ジョフリー・ムタイ（ ケニア）2時間05分06秒
  - 女子優勝: フレヒウォツ・ダド（ エチオピア）2時間23分15秒

#### 日本国内大会

##### 男子
- 第60回別府大分毎日マラソン
  - 2月6日 大分県大分市・大分マリーンパレス水族館（うみたまご）前スタート、大分市営陸上競技場ゴール
  - 優勝：アハメド・バダイ（ モロッコ）2時間10分14秒
  - 日本勢最高：前田和浩（九電工） 2時間10分29秒(3位）
- 第66回びわ湖毎日マラソン
  - 3月6日 滋賀県大津市・皇子山陸上競技場スタート・ゴール
  - 優勝：ウィルソン・キプサング（ ケニア）2時間6分13秒（大会初優勝・大会新記録）
  - 日本勢最高：堀端宏行（旭化成）2時間9分25秒（3位）
- 第65回福岡国際マラソン
  - 12月4日 福岡県福岡市中央区・平和台陸上競技場スタート・ゴール
  - 優勝：ジョセファト・ダビリ（ ケニア/小森コーポレーション）2時間7分36秒（初マラソンで大会初優勝）
  - 日本勢最高：川内優輝（埼玉県庁）2時間9分57秒（3位）

##### 女子
- 第30回大阪国際女子マラソン
  - 1月30日 大阪府大阪市東住吉区・長居陸上競技場スタート・ゴール
  - 優勝：赤羽有紀子 （ 日本/ホクレン）2時間26分29秒 （大会初優勝）
- 第2回横浜国際女子マラソン
  - 2月20日 神奈川県横浜市中区産業貿易センター→山下公園（周回コース）
  - 優勝：尾崎好美（ 日本/第一生命）2時間23分56秒 （大会初優勝）
- 第3回 横浜国際女子マラソン
  - 11月20日 神奈川県横浜市中区 山下公園前スタート→山下公園内ゴール
  - 優勝：木崎良子（ 日本/ダイハツ）2時間26分32秒 （大会初優勝）

##### 総合
- 第5回東京マラソン
  - 2月27日 東京都新宿区：東京都庁スタート/東京都江東区：東京国際展示場ゴール
  - 男子優勝：ハイル・メコネン（ エチオピア） 2時間7分35秒（初優勝）
  - 日本勢最高：川内優輝(埼玉県陸上競技協会）2時間8分37秒(3位）
  - 女子優勝：樋口紀子( 日本/ワコール）2時間28分49秒[35]
- 第13回長野オリンピック記念長野マラソン - 東日本大震災のため中止
- 第25回北海道マラソン
  - 8月28日 札幌市中央区中島公園スタート/札幌市中央区大通公園ゴール
  - 男子優勝：アルン・ジョロゲ・ブグア（ ケニア/小森コーポレーション）2時間14分10秒
  - 女子優勝：森本友（ 日本/天満屋）2時間33分45秒

### 駅伝

#### 総合
- 第23回国際千葉駅伝（千葉市稲毛区千葉県総合スポーツセンター陸上競技場発着・11月23日）
  - 優勝 : ケニア（初優勝・男女混合レース化以降）

#### 男女同日開催
- 男子第62回、女子第23回全国高等学校駅伝競走大会（京都市右京区西京極総合運動公園陸上競技場発着12月25日）
  - 男子優勝：世羅（広島）2時間03分50秒（2年ぶり7回目）
  - 女子優勝：豊川（愛知） 1時間07分29秒（2年ぶり3回目）

#### 男子
- 第55回全日本実業団駅伝（1月1日、群馬県庁前発着）
  - 優勝 : トヨタ自動車 4時間51分56秒 （初優勝）
- 第87回東京箱根間往復大学駅伝競走（1月2日 - 3日、東京都千代田区読売新聞本社前⇔神奈川県箱根町・芦ノ湖）
  - 総合優勝：早稲田大学 10時間59分51秒(18年ぶり13回目)
  - 往路優勝：東洋大学 5時間29分50秒(往路新記録） （3年連続3回目）
  - 復路優勝：早稲田大学 5時間29分34秒（18年ぶり16回目）
- 第16回天皇盃全国都道府県対抗男子駅伝競走大会（広島市中区平和記念公園前発着・1月23日）
  - 優勝：栃木県 2時間19分31秒 （初優勝）
- 第23回出雲全日本大学選抜駅伝競走（島根県出雲市出雲大社⇒出雲ドーム・10月10日）
  - 優勝：東洋大学 2時間10分43秒 （初優勝）
- 第43回全日本大学駅伝対校選手権大会（愛知県名古屋市熱田区熱田神宮西門前→三重県伊勢市伊勢神宮内宮宇治橋前・11月6日）
  - 優勝 : 駒澤大学 5時間15分46秒 （3年ぶり9回目）

#### 女子
- 第29回皇后盃全国都道府県対抗女子駅伝競走大会（京都市右京区 西京極陸上競技場発着・1月16日）
  - 優勝 : 京都府 2時間17分16秒 （2年ぶり14回目）
- 第29回全日本大学女子駅伝対校選手権大会（仙台市宮城野区 仙台市陸上競技場⇒仙台市青葉区 仙台市役所前市民広場・10月24日）
  - 優勝 : 立命館大学 2時間6分29秒 （3年ぶり6回目）
- 第31回全日本実業団対抗女子駅伝競走大会（宮城県松島町 中央公民館前⇒仙台市宮城野区 仙台市陸上競技場・12月18日）
  - 優勝 : 第一生命（東京都） 2時間17分17秒（9年ぶり2回目）

## レスリング
- 全日本選抜レスリング選手権大会（4月29日～30日、東京都・代々木第二体育館）

## その他のスポーツ
- 第9回スポーツアコード国際会議（4月3日～8日、 イギリス・ロンドン）
- 第123次国際オリンピック委員会総会（7月6日～9日、 南アフリカ共和国・ダーバン）

## 死去
- 1月1日 - 松澤初穂（京都府、競泳、ロサンゼルスオリンピック日本代表 * 1914年）
- 1月7日 - ライン・デュレン（ アメリカ合衆国、野球 * 1930年）
- 1月11日 - 原口幸三（宮崎県、陸上競技 * 1910年）
- 1月11日 - 大村節二（兵庫県、野球、関西独立リーグ・明石レッドソルジャーズ球団代表 *1936年）
- 1月14日 - ペーター・ポスト（ オランダ、自転車競技 *1933年）
- 1月15日 - ナット・ロフトハウス（ イギリス、サッカー *1925年）
- 1月18日 - 斎藤勝博（兵庫県、野球 *1944年）
- 1月20日 - ガス・ザーニアル（ アメリカ合衆国、野球 * 1923年）
- 1月27日 - 岩釣兼生（熊本県、柔道 *1944年）
- 2月4日 - 寺岡孝（宮崎県、野球 *1942年）
- 2月11日 - 釜本文男（兵庫県、陸上競技、1956年メルボルンオリンピックハンマー投日本代表 *1918年）
- 2月12日 - フェドル・デン・ヘルトフ（ オランダ、自転車競技 *1946年）
- 2月13日 - アルンフィン・ベルクマン（ ノルウェー、スキージャンプ *1928年）
- 2月16日 - フランシス・ニアンゲソ（ ウガンダ、ボクシング、国際アマチュアボクシング連盟元副会長、ウガンダオリンピック委員会元会長 *1940年）[36]
- 2月19日 - オーリー・マトソン（ アメリカ合衆国、陸上競技・アメリカンフットボール *1930年）
- 2月27日 - デューク・スナイダー（ アメリカ合衆国、野球 *1926年）
- 2月28日 - 与那嶺要（ アメリカ合衆国、野球 *1925年）
- 3月5日 - 萬谷勝治（京都府、ラグビー、元ラグビー日本代表 *1945年）
- 3月6日 - ヤーン・ポプルハール（ チェコスロバキア、サッカー *1935年）
- 3月6日 - 尾藤公（和歌山県、高校野球指導者、元和歌山県立箕島高等学校野球部監督 *1942年）
- 3月8日 - 国枝利通（岐阜県、野球、元名古屋ドラゴンズ内野手 *1920年）
- 3月8日 - サリー・マイヤーホフ（ アメリカ合衆国、マラソン、2009名古屋国際女子マラソン出場 *1983年）
- 3月9日 - ジャック・ブリシャン（ ベルギー、テニス、バスケットボール *1930年）
- 3月11日? - 佐野正文（秋田県、ラグビー、新日本製鐵釜石製鉄所所属 *1948年）
- 3月13日 - リック・マーティン（ カナダ、アイスホッケー *1951年）
- 3月14日 - エドゥアルド・グシチン（ ロシア（旧ソ連）、陸上競技（砲丸投）、メキシコシティオリンピック銅メダリスト *1940年）
- 3月15日 - マーティー・マリオン（ アメリカ合衆国、野球 *1917年）
- 3月21日 - ニコライ・アンドリアノフ（ ソビエト連邦/ ロシア、体操 *1952年）
- 3月31日 - クラウディア・ハイル（ オーストリア、柔道、2004年アテネオリンピック銀メダリスト *1982年）
- 4月3日 - 矢部祐一（福島県、野球 *1946年）
- 4月8日 - 柳田次男（鹿児島県、競馬 *1927年）
- 4月11日 - ラリー・スウィーニー（ アメリカ合衆国、プロレス *1981年）
- 4月15日 - レノ・ベルトイア（ アメリカ合衆国、野球 *1935年）
- 4月18日 - 若鳴門清海（兵庫県、相撲 *1939年）
- 4月18日 - オルバヨ・アデフェミ（ ナイジェリア、サッカー *1985年）
- 4月19日 - グレテ・ワイツ（ ノルウェー、陸上競技 *1953年）
- 4月21日 - 成田文男（東京都、野球 *1946年）
- 4月24日 - 高橋江紀（埼玉県、オートバイ *1987年）
- 5月1日 - ヘンリー・クーパー（ イギリス、ボクシング *1934年）
- 5月2日 - 八重樫茂生（岩手県、サッカー *1933年）
- 5月7日 - セベ・バレステロス（ スペイン、ゴルフ *1957年）
- 5月8日 - ライオネル・ローズ（ オーストラリア、ボクシング *1948年）
- 5月10日 - ワウテル・ウェイラント（ ベルギー、自転車競技 *1984年）
- 5月15日 - サムエル・ワンジル（ ケニア、陸上競技、北京オリンピック男子マラソン金メダリスト *1986年）
- 5月17日 - ジョセフ・ガリバルディ（ インド、アイスホッケー *1915年）
- 5月17日 - ハーモン・キルブルー（ アメリカ合衆国、野球 *1936年）
- 5月20日 - ランディ・サベージ（ アメリカ合衆国、プロレス *1952年）
- 5月23日 - シャビエル・トンド（ スペイン、自転車競技 * 1934年）
- 5月25日 - ポール・スプリットオフ（ アメリカ合衆国、野球 *1946年）
- 5月28日 - ロムアルド・クリム（ ソビエト連邦/ ベラルーシ、陸上競技 * 1933年）
- 5月28日 - 川田幸夫（栃木県、野球 *1936年）
- 5月31日 - ポーリーン・ベッツ（ アメリカ合衆国、テニス *1919年）
- 6月11日 - クルト・ニールセン（ デンマーク、テニス *1930年）
- 7月27日 - 伊良部秀輝（兵庫県、野球 *1969年）
- 8月4日 - 松田直樹（群馬県、サッカー *1977年）
- 8月8日 - 河野昭修（福岡県、野球 *1930年）
- 8月9日 - 平光清（東京都、プロ野球審判員 *1938年）
- 8月15日 - 正力亨（東京都、読売巨人軍名誉オーナー *1918年）
- 8月17日 - ピエール・キノン（ フランス、陸上競技 *1962年）
- 9月7日 - 湯木博恵（広島県、バドミントン *1948年）
- 9月9日 - 久万俊二郎（兵庫県、阪神タイガース元オーナー *1921年）
- 10月16日 - ダン・ウェルドン（ イギリス、レーシングドライバー *1978年）
- 11月7日 - 隆の里俊英（青森県、相撲、第59代横綱 *1952年）
- 11月25日 - 西本幸雄（和歌山県、野球 *1920年）
- 12月5日 - ピーター・ゲシン（ イギリス、レーシングドライバー *1940年）
- 12月21日 - 上田馬之助（愛知県、プロレス *1940年）
- 12月28日 - 杉原輝雄（大阪府、ゴルフ *1937年）
- 12月31日 - 松平康隆（東京都、バレーボール、元FIVB副会長、元日本バレーボール協会会長 *1930年 ）

## 脚註
1. ↑  1946年6月場所の中止理由は、当時の両国国技館が第二次世界大戦による戦災による破損で改修工事が遅れたことが原因。
2. ↑  “別府大分毎日マラソン：バダイ初V 3位に前田”. 毎日新聞. (2月6日) {{cite news}}: |date=の日付が不正です。 (説明)⚠[リンク切れ]
3. ↑  “女子は福士が3度目の優勝 丸亀国際ハーフマラソン”. 共同通信. (2月6日) {{cite news}}: |date=の日付が不正です。 (説明)⚠
4. ↑  Toplist Indoor All-time Men IAAF (2011-03-29). 2011年8月19日閲覧
5. ↑  “インディジャパン今年で最後「継続は困難」”. サンケイスポーツ. (2月9日).  オリジナルの2011年2月12日時点におけるアーカイブ。 {{cite news}}: |date=の日付が不正です。 (説明)⚠[リンク切れ]
6. ↑  “聴覚障害者スポーツの祭典、突然中止 運営資金が不足”. 朝日新聞. (2月15日) {{cite news}}: |date=の日付が不正です。 (説明)⚠[リンク切れ]
7. ↑  第17回冬季デフリンピック（ハイタトラス2011）の中止に伴う日本選手団派遣の中止について、ICSD（国際ろう者スポーツ委員会）のプレスリリース（英文）、スロバキアデフリンビック組織委員会（スロバキア語）
8. ↑  女子は中部電力が初優勝 青森2位、本橋の北見3位 産経新聞 2011年2月13日閲覧[リンク切れ]
9. ↑  北海道新聞 2011年2月16日朝刊第18面（スポーツ面）掲載の記事を参照した
10. ↑  Toplist Indoor All-time Women IAAF (2011-03-03). 2011年8月19日閲覧
11. ↑  Toplist Outdoor All-time Women IAAF (2011-08-16). 2011年8月19日閲覧
12. ↑  “バーレーンGPは中止＝政情不安で、代替開催は未定-F1”. 時事通信. (2月22日) {{cite news}}: |date=の日付が不正です。 (説明)⚠[リンク切れ]
13. ↑  Nickolai Dolgopolov, Rostislav Orlov(2011-02-26). Sokolova heads off Kirdyapkina to clock 1:25:08 World record - UPDATED IAAF 2011年8月19日閲覧
14. ↑  Toplist Indoor All-time Men IAAF (2011-03-29). 2011年8月19日閲覧
15. ↑  地震：12、13日 スポーツイベントの中止 毎日新聞 2011年3月11日閲覧[リンク切れ]
16. ↑  PRGRレディスは地震の影響で中止、来週以降の開催も未定 ゴルフ情報ALBA.net 2011年3月13日閲覧
17. ↑  『Tポイントレディス ゴルフトーナメント』 開催中止のお知らせ 日本女子プロゴルフ協会ニュースリリース 2011年3月16日閲覧
18. ↑  『ヤマハレディースオープン葛城』 開催中止のお知らせ 日本女子プロゴルフ協会ニュースリリース 2011年3月18日閲覧
19. ↑  中止のお知らせ 名古屋国際女子マラソン大会公式サイトプレスリリース 2011年3月12日閲覧
20. ↑  名古屋国際女子マラソンは中止 地震の影響で サンケイスポーツ 2011年3月12日閲覧[リンク切れ]
21. ↑  柔道：鈴木、一本勝ちで4年ぶり4度目V 毎日新聞 2011年4月30日閲覧[リンク切れ]
22. ↑  不動の50勝、すべて国内ツアー/国内女子 - サンケイスポーツ 2011年5月1日閲覧[リンク切れ]
23. ↑  藤岡奈穂子日本人最年長奪取／ボクシング - 日刊スポーツ 2011年5月8日閲覧
24. ↑  ロシア：旅客機墜落で44人が死亡-アイスホッケーチームも搭乗 Bloomberg News 日本語版 2011年9月8日閲覧
25. ↑  48キロ級の福見は準々決勝敗退…18歳高藤が健闘準V スポーツニッポン 2011年11月13日閲覧
26. ↑  アマチュアの松山が圧巻の逆転V! 遼は8位フィニッシュ - ゴルフダイジェスト・オンライン 2011年11月13日閲覧
27. ↑  新記録!中1の松原由美がツアー史上最年少で予選通過 - ゴルフダイジェスト・オンライン 2011年11月20日閲覧
28. ↑  アン・ソンジュが2年連続賞金女王に、李知姫が2位に浮上 - ゴルフ情報ALBA.Net 2011年11月21日閲覧
29. ↑  今季で引退の古閑美保、最後の試合は11位タイでフィニッシュ - ゴルフ情報ALBA.Net 2011年11月21日閲覧
30. ↑  ベ・サンムンが賞金王「完璧な1年でした - スポニチアネックス 2011年11月28日閲覧
31. ↑  浅田真央、母親の体調不良で欠場 Gooニュース 2011年12月10日閲覧[リンク切れ]
32. ↑  鈴木、高橋ともに銀…フィギュアGPファイナル@niftyNEWS 2011年12月11日閲覧。[リンク切れ]
33. ↑  通算20勝の塩谷育代がレギュラーツアーから引退 - スポニチアネックス 2011年12月14日閲覧
34. ↑  香港国際競走～結果と映像～ - 日本中央競馬会公式サイト 2011年12月11日閲覧
35. ↑  本来の優勝者はタチアナ・アリャソワ （ ロシア）の2時間27分29秒だったが、その後2012年1月24日にドーピング隠しが発覚。アリャソワの優勝が取り消しとなり、樋口が繰り上げ優勝となった（参考：東京マラソン女子優勝取り消し…ドーピング隠し 読売新聞 2012年1月24日閲覧）[リンク切れ]
36. ↑  “ウガンダのIOC委員死去 ニアンゲソ氏、71歳”. 中日新聞. (2月17日) {{cite news}}: |date=の日付が不正です。 (説明)⚠[リンク切れ]